# Černá (Lomnice nad Popelkou)
Černá je malá vesnice, část města Lomnice nad Popelkou v okrese Semily. Nachází se asi tři kilometry západně od Lomnice nad Popelkou.
Černá leží v katastrálním území Rváčov o výměře 4,8 km².

## Historie
První písemná zmínka o vesnici pochází z roku 1395.

## Fotogalerie

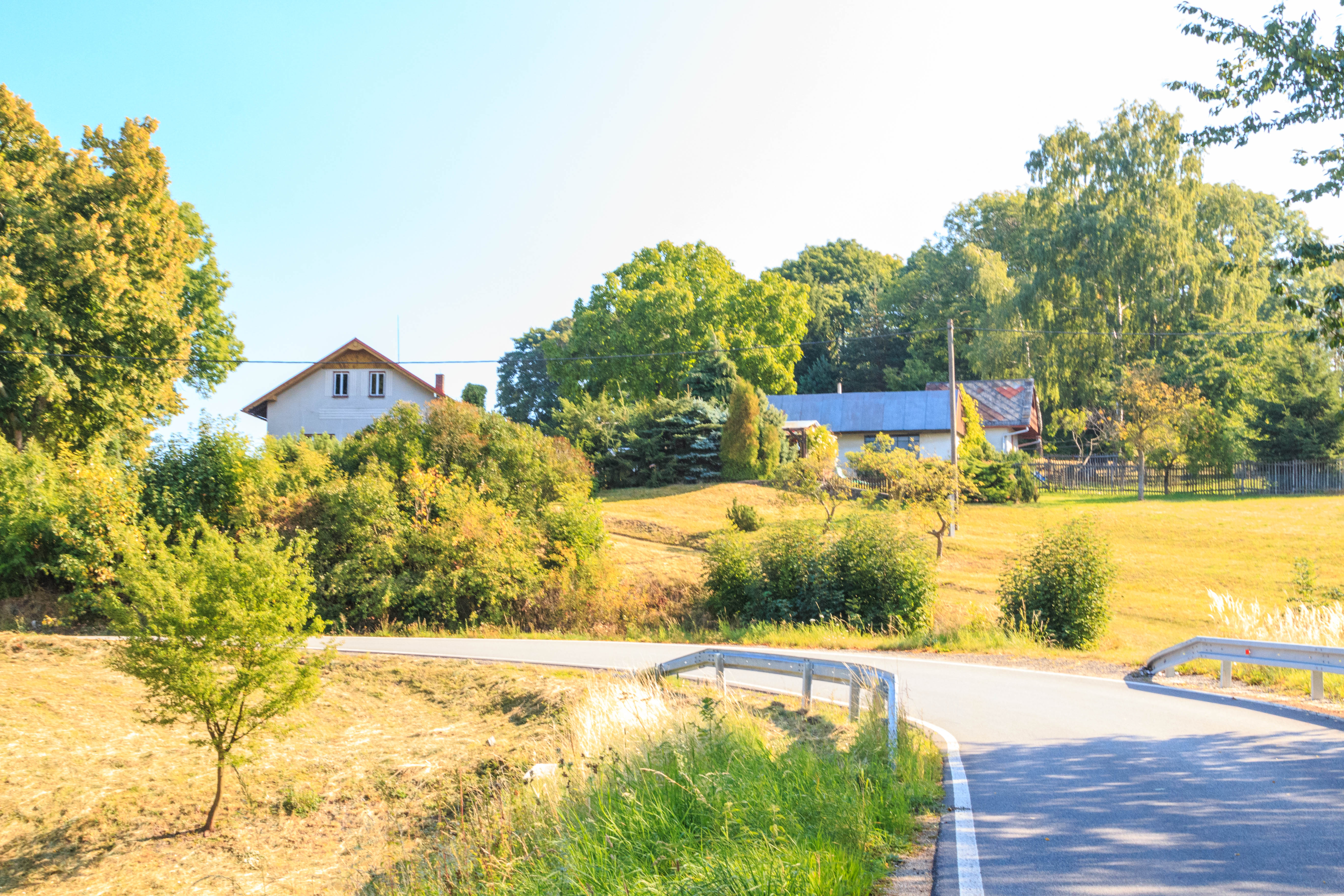
Dům čp. 1
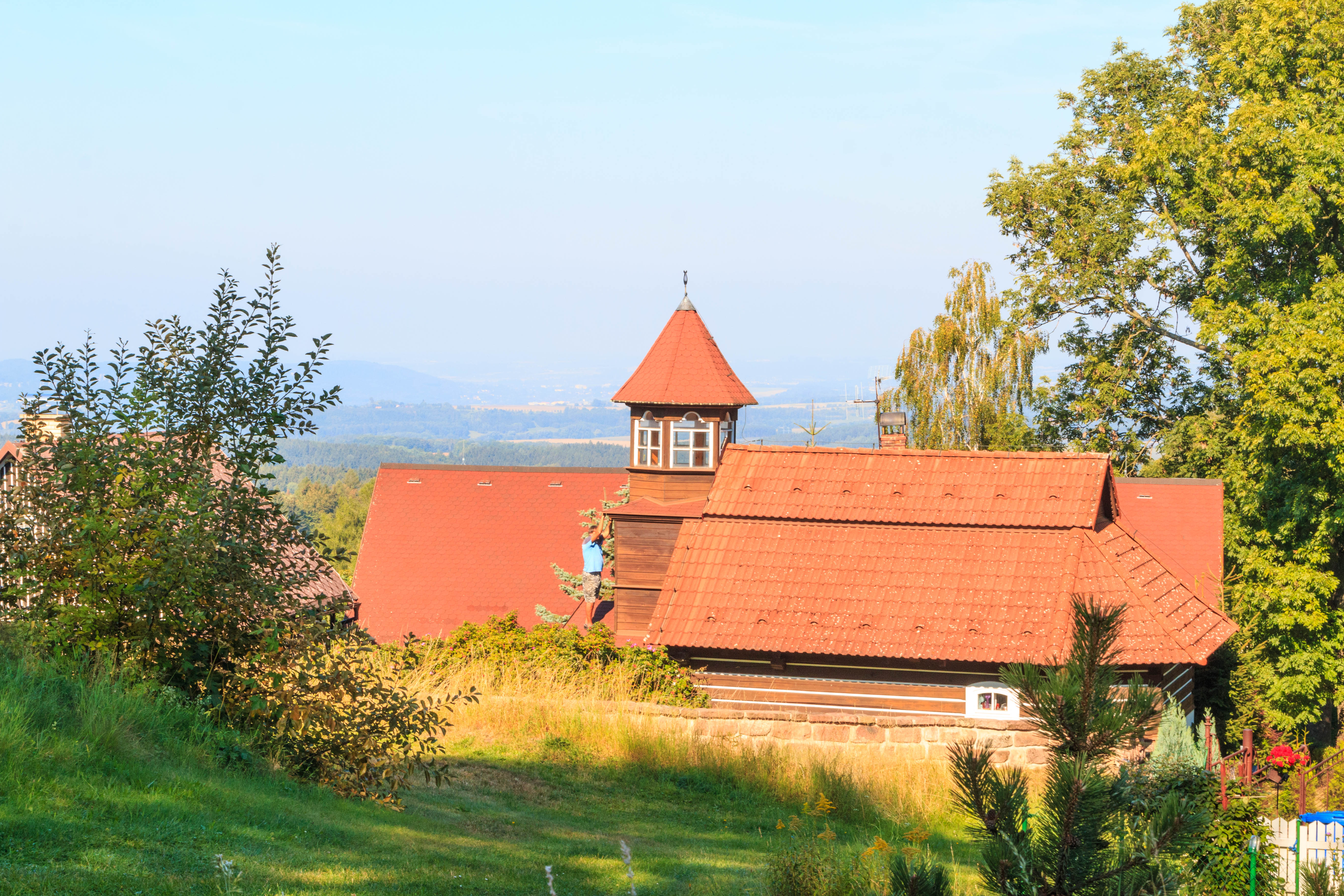
Dům čp. 7
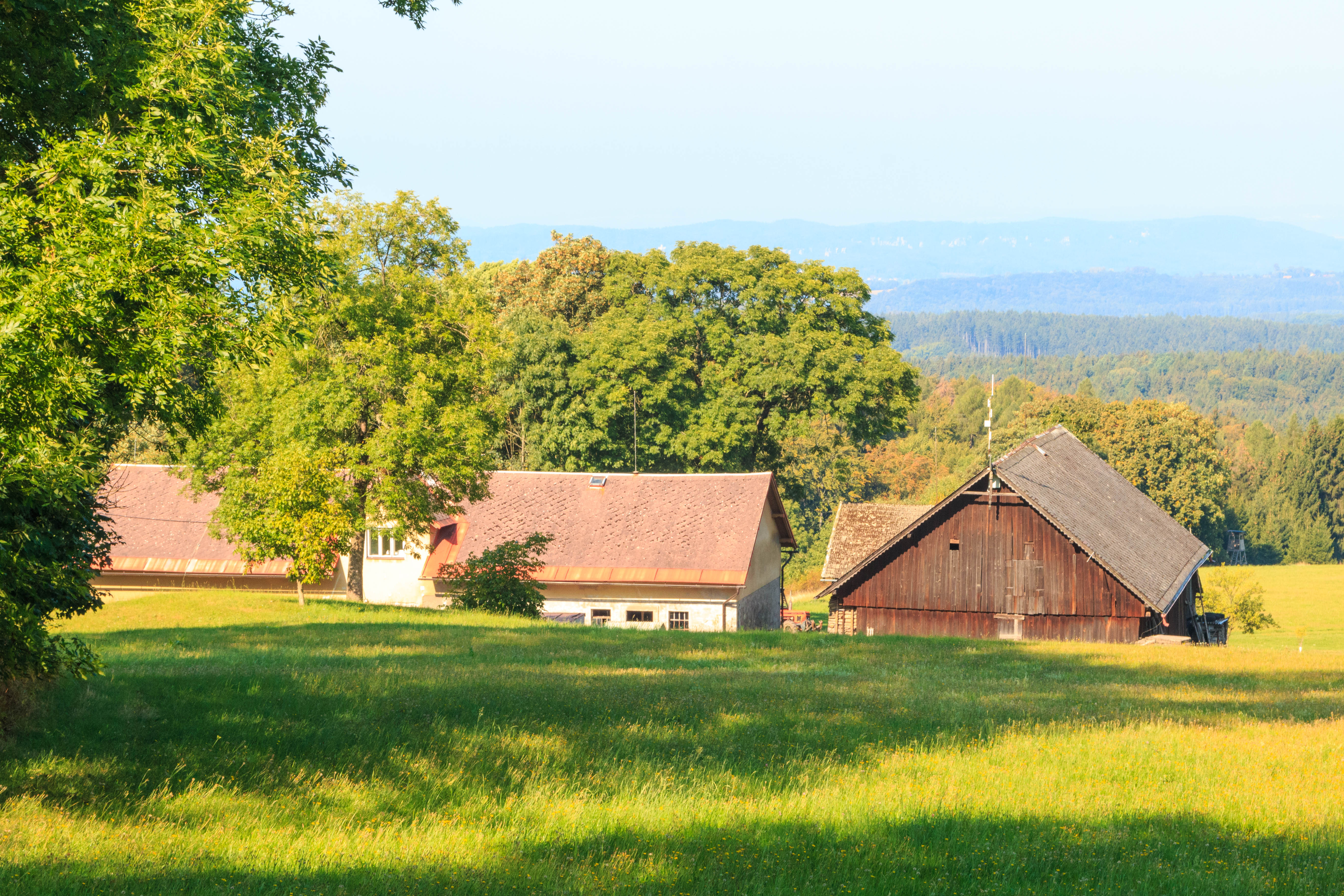
Dům čp. 8
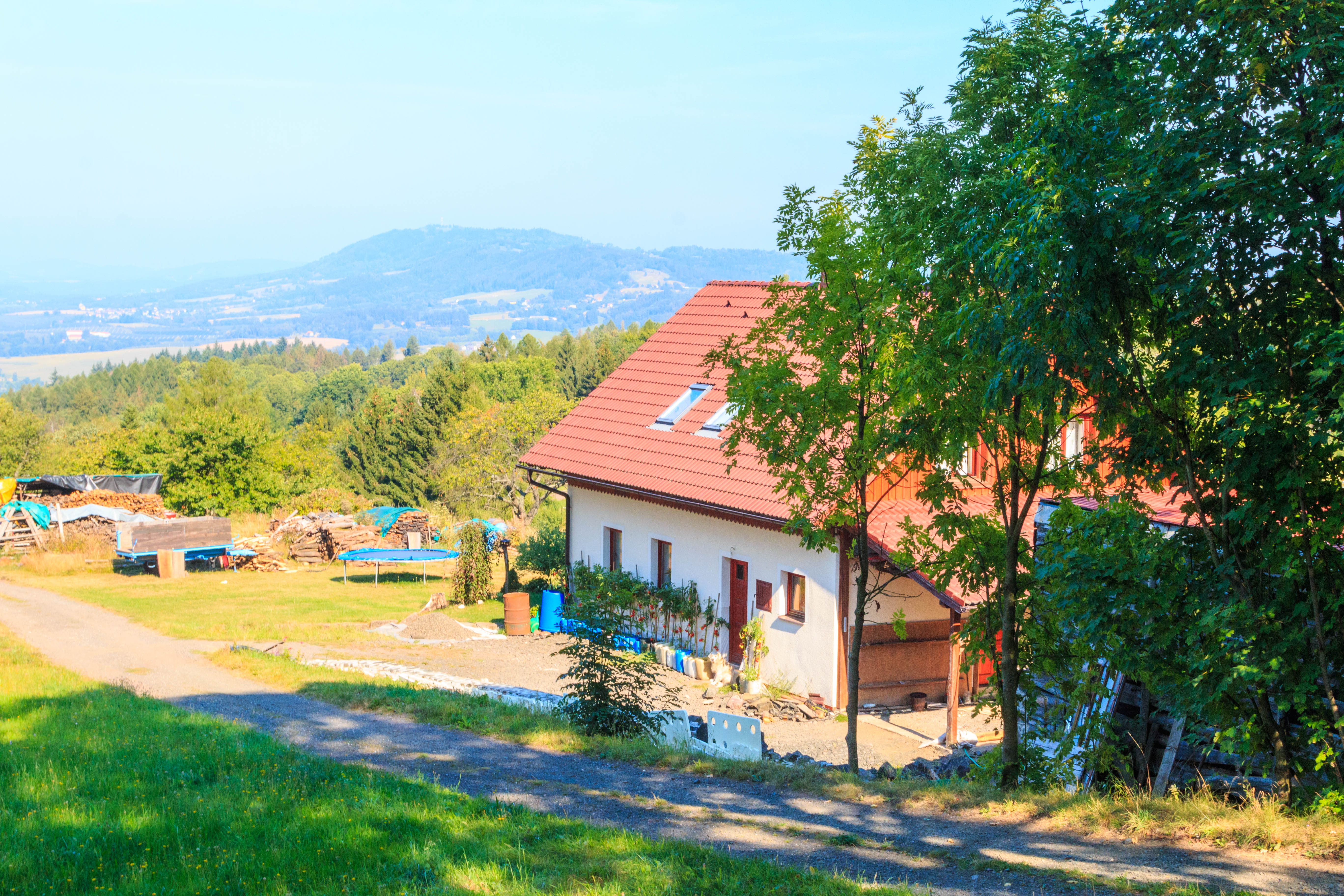
Dům č. 9